# 清野町
清野町（きよのまち）は、群馬県前橋市の地名。郵便番号は370-3574。面積は0.44 km2（2013年現在）。

## 地理
前橋市の西部、榛名山の東南麓に位置する。ほぼ平坦地で東南に緩やかに傾斜している。町内の西側は榛東村である。

## 歴史
江戸時代からの地名は「野良犬村」を称した。はじめは安中藩領、天平2年幕府領、元禄4年旗本酒井氏領、元禄16年幕府領、安政元年御三卿清水家領、文久元年から幕府領。明治元年岩鼻県、明治2年前橋藩管下となる。

### 年表
- 1889年4月1日 - 町村制施行。野良犬村は周辺の青梨子村、上青梨子村、池端村と合併。清里村となり、野良犬は清里村内の大字となる。
- 1896年4月1日 郡の統合（西群馬郡と片岡郡の統合）により清里村は群馬郡に所属する。
- 1955年1月20日 新高尾村の一部とともに清里村は前橋市へ編入される。その際、大字野良犬は、清里村の「清」と野良犬の「野」を合わせ、前橋市清野町となる。

## 地名の由来
現在の地名の由来は前述のとおりだが、1955年以前の野良犬という地名は、狼が多く狼の字を分けて野良犬と称したという。

## 世帯数と人口
2017年（平成29年）8月31日現在の世帯数と人口は以下の通りである。
| 丁目   | 世帯数  | 人口  |
| ------ | ------- | ----- |
| 清野町 | 207世帯 | 516人 |

## 小・中学校の学区
市立小・中学校に通う場合、学区は以下の通りとなる。
| 番地 | 小学校             | 中学校             |
| ---- | ------------------ | ------------------ |
| 全域 | 前橋市立清里小学校 | 前橋市立第六中学校 |

## 交通

### 鉄道
上越線の群馬総社駅が近いが、町内に鉄道は通っていない。

### 道路
国道はなく、県道の群馬県道25号高崎渋川線と群馬県道161号南新井前橋線が同町を通っている。

## 施設
- 群馬県立前橋西高等学校